# Гидрид протактиния
Гидри́д протакти́ния — бинарное неорганическое соединение
протактиния и водорода
с формулой PaH3,
очень чувствительное к воздуху и влаге, 
чёрные кристаллы.

## Получение
- Реакция металлического протактиния и водорода[1]:

{\displaystyle {\mathsf {2Pa+3H_{2}\ {\xrightarrow {250-400^{o}C,600torr}}\ 2PaH_{3}}}}

## Физические свойства
Гидрид протактиния образует кристаллы нескольких модификаций:
- α-PaH3, серые кристаллы кубической сингонии, пространственная группа P m3n, параметры ячейки a = 0,4150 нм, Z = 2, структура типа гидрида урана α-UH3, образуется при низкотемпературном синтезе (250 °C);
- β-PaH3, чёрные кристаллы кубическая сингония, пространственная группа P m3n, параметры ячейки a = 0,6648 нм, Z = 8, структура типа гидрида урана β-UH3, образуется при высокотемпературном синтезе (400 °С)[1][2].